# Hersilia furcata
Hersilia furcata är en spindelart som beskrevs av Foord och Ansie S. Dippenaar-Schoeman 2006. Hersilia furcata ingår i släktet Hersilia och familjen Hersiliidae.
Artens utbredningsområde är Kongo. Inga underarter finns listade i Catalogue of Life.